# Centón
Un centón es una pieza literaria compuesta de frases y fragmentos ajenos. Puede ser en verso o en prosa. Proviene del griego κέντρων ("capisayo formado por retales o trozos remendones de otras desechadas de distinta procedencia"). Tiene finalidad paródica o de homenaje al autor o autores en que se basa.
Los centones fueron frecuentes en la literatura griega y latina tardías, como el Cento Vergilianus, dedicado por Faltonia Betitia Proba al emperador Honorio, que trataba acontecimientos bíblicos. El más famoso es Cento Nuptialis de Decimus Magnus Ausonius, que se extendía por 131 líneas tomadas de obras de Virgilio (de la Eneida, las Geórgicas y las Églogas). Él mismo, en la dedicatoria a Paulo de su Centón Nupcial (Cent. nupt., Salut., 27-35), explica qué es un centón con las siguientes palabras:
Es un armazón de poema sólidamente formado de diversos pasajes y diferentes sentidos, de modo que se junten en un verso dos cortados o uno y el siguiente... Los versos están cortados por cualquiera de las cesuras que admite el verso heroico, de forma que una pentemímera pueda juntarse con una continuación anapéstica, o una partición trocaica con un segmento complementario, o siete semipiés con un anapéstico coral o (...laguna...) después de un dáctilo y de un semipié, todo lo que falta al hexámetro.
En definitiva, se trata de formar nuevos hexámetros a partir de segmentos de otros coincidentes con alguna de las cesuras. En época tardoantigua fue muy cultivado tanto en lengua latina como griega (reelaborando los versos de Homero) con intención de dar una forma clásica al mensaje cristiano. En la literatura moderna lo practicaron Jacopo Sannazaro y Petrarca. En la Commedia dell'Arte su equivalente era el zibaldone.